# Porcellio ehrenbergii
Porcellio ehrenbergii är en kräftdjursart som beskrevs av Brandt 1833. Porcellio ehrenbergii ingår i släktet Porcellio och familjen Porcellionidae. Inga underarter finns listade i Catalogue of Life.